# Franjo Vilhar Kalski

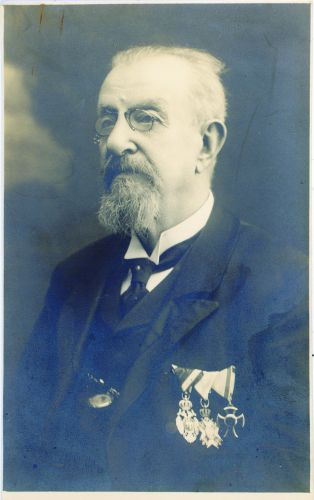
Franjo Vilhar Kalski 1910

Franjo Vilhar Kalski (Franz Seraphin Vilhar; * 5. Januar 1852 in Senožeče; † 4. März 1928 in Zagreb) war ein slowenisch-kroatischer Komponist.

## Biografie
Der Sohn des slowenischen Dichters Miroslav Vilhar hatte ersten Musikunterricht in Ljubljana und studierte von 1870 bis 1872 bei František Blažek und František Zdeněk Skuherský in Prag. 1872 gründete er mit seinem Schwiegervater, dem Komponisten Josef Wenzel Hajek, eine Musikschule in Temesvar. 1873 wurde er hier auch Domorganist. Aus dieser Zeit sind zwei Kompositionen für vierstimmigen Männerchor erhalten: Gondoliera und Du bist wie eine Blume (nach Heinrich Heine).
Von 1881 bis 1884 leitete Vilhar die städtische Musikschule von Karlovac. Nachdem er Chöre in Sisak, Split und Gospić geleitet hatte, wurde er 1891 Regens Chori der St.-Markus-Kirche in Zagreb.

## Werke
Vilhar wurde vor allem als Komponist von Chorliedern und Volksliedsammler bekannt. Er komponierte außerdem auch Instrumentalwerke, drei Opern und eine Operette.

### Chöre
- Nezakonska mati (Die unverheiratete Mutter)
- Oj vi magle (Oh, die Frösche)
- Prvi cjelov (Der erste Kuss)
- Bojma pjesma (Kriegsgesang)
- Slovenac i Hrvat (Slowene und Kroate)
- Bosanski korabljar (Bosnischer Bootsmann) für Chor und Orchester
- Prognanik (Im Exil) für Chor und Orchester
- Jadranski (Der Klang der Adria)
- Bosancice
- Naše pjesme (Unsere Lieder)
- Balkanska vila
- Hrvatsko biserje (Kroatische Perlen)

### Instrumentalwerke
- Streichquartett
- Jugoslawische Sonate
- Spomenice
- Hrvatski plesovi (Kroatische Tänze)

### Opern
- Smiljana (1897)
- Ivanjska kraljica (1902)
- Gospoda Pokondirovic, Operette (1905).
- Lopudska sirotica (1914)

| Personendaten    | Personendaten          |
| ---------------- | ---------------------- |
| NAME             | Vilhar Kalski, Franjo  |
| ALTERNATIVNAMEN  | Vilhar, Franz Seraphin |
| KURZBESCHREIBUNG | Komponist              |
| GEBURTSDATUM     | 5. Januar 1852         |
| GEBURTSORT       | Senožeče               |
| STERBEDATUM      | 4. März 1928           |
| STERBEORT        | Zagreb                 |